# Llanolebias
 Llanolebias és un gènere de peixos de la família Rivulidae i de l'ordre dels ciprinodontiformes.

## Taxonomia
- Llanolebias stellifer (Thomerson & Turner, 1973)[1]